# 라디오 가든
김현수의 라디오 가든은 MBC강원영동 강릉 표준FM, MBC강원영동 삼척 표준FM(강릉 FM 96.3, 양양 FM 100.7, 삼척 FM 93.1, 태백 FM 101.5㎒)에서 방송했던 트로트 음악, 연예오락 전문 라디오 프로그램이다. 2021년 6월 25일 자로 10년만에 폐지되었다.

## 역대 방송시간
| 방송 채널          | 방송 기간                          | 방송 시간                                                                  |
| ------------------ | ---------------------------------- | -------------------------------------------------------------------------- |
| MBC강원영동 표준FM | 2011년 3월 7일 ~ 2011년 11월 4일   | 평일 저녁 6:10 ~ 밤 8:00                                                   |
| MBC강원영동 표준FM | 2011년 11월 7일 ~ 2012년 11월 3일  | 평일 저녁 6:10 ~ 밤 8:00, 토요일 저녁 6:05 ~ 밤 8:00                       |
| MBC강원영동 표준FM | 2012년 11월 5일 ~ 2013년 12월 27일 | 평일 저녁 6:10 ~ 밤 8:00                                                   |
| MBC강원영동 표준FM | 2014년 1월 2일 ~ 2014년 1월 3일    | 목요일 ~ 금요일 저녁 6:10 ~ 저녁 7:00                                      |
| MBC강원영동 표준FM | 2014년 1월 6일 ~ 2014년 9월 26일   | 평일 저녁 6:10 ~ 저녁 7:00                                                 |
| MBC강원영동 표준FM | 2014년 9월 29일 ~ 2015년 9월 19일  | 월요일 ~ 금요일 저녁 7:20분 ~ 밤 8:00, 토요일 ~ 일요일 저녁 7:10 ~ 밤 8:00 |
| MBC강원영동 표준FM | 2015년 9월 21일 ~ 2020년 3월 27일  | 평일 저녁 7:20 ~ 밤 8:00                                                   |
| MBC강원영동 표준FM | 2020년 3월 30일 ~ 2020년 8월 14일  | 평일 저녁 6:05 ~ 밤 8:00                                                   |
| MBC강원영동 표준FM | 2020년 8월 17일 ~ 2021년 6월 25일  | 평일 저녁 7:10 ~ 밤 8:00                                                   |

## 같이 보기
- MBC강원영동
  - 강릉방송국
  - 삼척방송국
- MBC 표준FM
- 표창원의 뉴스 하이킥